# 漠北黄耆
漠北黄耆（学名：Astragalus austrosibiricus）为豆科黄耆属下的一个种。

## 扩展阅读
- 維基物種上的相關：漠北黄耆